# Tomás Moyano Rodríguez
Tomás Moyano Rodríguez (Serrada, Valladolid, 15 de desembre de 1760-Madrid, 11 de juny de 1830) va ser un polític espanyol, diputat a Corts i ministre durant el regnat de Ferran VII.

## Biografia
Advocat i magistrat, oïdor de l'Audiència de Sevilla, fou diputat per Valladolid a les Corts de Cadis de 1810 i 1813. Després del retorn de Ferran VII després de la guerra del francès va ser  secretari del Despatx de Gracia i Justícia entre novembre de 1814 i gener de 1816. Té una breu aparició en l'obra Memorias de un cortesano de 1815 que forma part dels Episodios Nacionales de Benito Pérez Galdós. En ell se li posa el sobrenom còmic de "Majaderano".